# Glenea submajor
Glenea submajor é uma espécie de escaravelho da família Cerambycidae. Foi descrita por Stephan von Breuning em 1960.